# Jenya Kazbekova
Jenya Kazbekova (Dniprò, 1996) és una esportista ucraïnesa que competeix en escalada esportiva i va ser campiona del món júnior d'escalada de dificultat el 2010. L'any 2022 va guanyar el 1r Open Sharma Series celebrat a Madrid en escalada en bloc.